# Conters im Prättigau
Conters im Prättigau (v alemanském dialektu Cuntersch, rétorománsky Cunter en il Partenz) je obec ve švýcarském kantonu Graubünden, okresu Prättigau/Davos. Nachází se v údolí Prättigau, asi 20 kilometrů severovýchodně od kantonálního hlavního města Churu, v nadmořské výšce 1 110 metrů. Žije zde 228 obyvatel.

## Geografie

Historický pohled na Conters a Piz Kesch (1949)

Conters se nachází na jižní straně údolí ve středním Prättigau asi dva kilometry východně od Küblis. Obec se táhne od řeky Landquart přes převážně zalesněný svah, rozdělený několika potoky, až k rozsáhlým vysokohorským pastvinám na průsmyku Durannapass (2 116 m n. m.), který vede na Schanfigg jako stezka pro vodění mul. Nejvyšším bodem je Chistenstein (2 473 m n. m.) na samém jihozápadě katastru.
Obec se skládá z kompaktní centrální vesnice Conters (1 110 m n. m.), která leží nad soutokem řek Schwarzbach a Wissbach, a z osady Brunnen (982 m n. m.) u silnice do Küblis. Kromě toho se zde nachází řada samostatných farem a salaší.
Z celkové rozlohy obce 18,40 km² připadá 9,09 km² na zemědělskou půdu. Většina z nich jsou vysokohorské farmy. Kromě toho 8,27 km² pokrývají lesy a lesní plochy, 0,81 km² jsou neproduktivní oblasti (většinou horské) a 0,23 km² je zastavěná plocha.
Conters hraničí s Arosou, Fideris, Klosters a Küblis.

## Historie
Vesnice, zmiňovaná poprvé roku 1290 jako Cunters, patřila ke dvoru Klosters v tzv. Drei Bünden. Walserové, kteří se přistěhovali z Klostersu, přešli v 15. století z rétorománštiny na němčinu.

## Obyvatelstvo
| Rok            | 1850 | 1900 | 1941 | 1950 | 1980 | 1990 | 2000 | 2004 | 2020 |
| Počet obyvatel | 195  | 184  | 234  | 219  | 179  | 201  | 194  | 217  | 220  |

## Hospodářství a doprava
Chov dobytka a lesnictví stále hrají ve venkovské komunitě významnou roli. Z hlediska cestovního ruchu má Conters podíl na lyžařském regionu Parsenn: obec leží přímo na sjezdovce Parsenn s cílem v Küblis a údolní stanice lanovky Schifer-Weissfluhjoch se nachází jen několik metrů východně od hranice obce. Ve vesnici se nachází hostinec a několik horských domů v osadě Schwendi.
Obec je od roku 1947 napojena na síť veřejné dopravy prostřednictvím poštovní autobusové linky (Postauto) do Küblis. Na začátku 80. let 20. století byla prodloužena spojovací silnice do obce.
V rámci švýcarského sponzoringu horských obcí probíhá dlouhodobá spolupráce s obcí Embrach v kantonu Curych.